# VE (agent innervant)
Pour les articles homonymes, voir VE.
Le VE est un agent innervant de la série V apparenté au VX. C'est un composé organophosphoré agissant comme anticholinestérase, c'est-à-dire comme inhibiteur de l'acétylcholinestérase. Il est peu documenté dans le domaine public.